# SUPER TAKI
SUPER TAKI（スーパータキ）は、トランプゲーム「エイト」および「アメリカンページワン」を遊びやすく改良したカードゲームである。ゲーム会社のShafirが発売している。
デザイナーはA.Ron。類似ゲームのUNOと比べると少々複雑なルールになっている。

## ルール
緑黄青赤の数字がついている72枚のカードと10種類のアクションカード48枚の計120枚からなる。4色のカードはそれぞれに1、+2、3 - 9の数字カードが各8枚とスイッチ、プラスワンが8枚、カラー6枚、ストップ8枚、タキ8枚、ライトパス2枚、レフトパス2枚、プラススリー2枚、セルフスリー2枚、クラウン2枚。
1. プレーヤーの誰かが、ゲーム人数の数と同じだけのカードを取り出し、その中に必ずクラウンを入れておき、シャッフルした者の左から順に時計回りにカードを引いていき、クラウンのカードを引いた者がディーラーとなる。
2. カードを回収し全てのカードをシャッフルし左から時計回りに1枚ずつ配り、残りはタロン（山札）として置いておく。
3. ディーラーの左隣のプレーヤーが自分の持ち札から好きな一枚を表向きにテーブル上に出す。
4. 時計回りに手札の中から順に、場札と数字もしくは色もしくは記号の一致するカードを出していく。
  - +2のカードが出された場合は+2のカードがないプレイヤーに回るまで累積していき、無いプレーヤーはタロンから枚数分のカードを取る。
  - スイッチは手番が反対回りになる。2人でプレイしている場合はストップと同じ効果を持つ。
  - プラスワンはさらにもう一枚カードを出せる。(ただし単独では出せない。)出せるのは同色のカードかアクション系カードの内、カラー、ライトパス、レフトパス、プラススリー、セルフスリー、クラウンのどれか
  - カラーは場札に関わりなく、自分の手番ならいつでも出すことができ、現在の場札の色を指定できる。
  - ストップは次のプレーヤーを1回休みにする。
  - タキは同色のカードなら何枚でも出せる。アクション系はスイッチ、プラスワン、ストップ、タキのどれか
  - レフトパス、ライトパスはそれぞれ左隣、右隣のプレイヤーに不要なカードを1枚渡す。出せるカードは+2以外
  - プラススリーは出した人を除いて全員が順番にタロンから3枚ずつカードを引いていく。セルフスリーは反対に自分だけ3枚カードを引く。
  - クラウンはトランプのジョーカーと同じでどのカードか宣言してそのカードの効果、ルールを使う。
  - 手札に出せるカードがない場合1枚タロンからカードを取る。手札に出せるカードがある場合でもタロンからカードを取ることはできる。
5. タロンから場札が無くなった場合はディーラーが捨て札の一番上のカードを除いてシャッフルし、タロンとして戻す。
6. 手持ちの札が1枚になった時に「タキ!」と宣言する。次のプレーヤーが札をだすまでに言わなかった場合、指摘された時点でタロンから4枚のカードを引く。
7. 手札を全てなくしたものが勝利者となり、役札の処理をした上で、各人の残り手札の内容に応じた点数が増減する。
8. 2回戦はディーラーから左隣にいるプレーヤーがディーラーとなりスタートする。

## 点数
点数制のゲームはカードには下記のとおり点数が定められている、敗者がその時持っていたカードの点数に応じてそれぞれ敗者の点数に加算される。回数制で一番点数が少ない者が勝者になる。
- 勝者 ：-100点
- 1、3 - 9のカード : その数字の点数
- スイッチ・ストップ : 10点
- +2・プラスワン・カラー : 20点
- タキ・ライトパス・レフトパス・プラススリー・セルフスリー : 30点
- クラウン : 50点